# 新潟早生 (米)
新潟早生（にいがたわせ）は、新潟県で育成された水稲の品種名。1979年には推奨品種として指定された。

## 特徴
- 早生粳種である[1]。
- 苗丈はやや短く、葉色はやや濃い[1]。
- 短稈で稈は剛性に富み、倒伏に強い[1]。
- 長穂で穂数がやや少ない偏穂重型[1]。
- いもち病抵抗性遺伝子Pi-zを持つが、圃場抵抗性はやや弱く、紋枯病、白葉枯病には弱い[1]。
- 玄米は中小粒で、品質と食味は良い[1]。
- 収量性は高い[1]。
- 白葉枯病発生地と標高400メートル以上を除いた新潟県内全域で栽培に適し、機械化栽培にも適する[1]。

## 開発の経緯
新潟早生育成前の新潟県では、コシヒカリと越路早生とで総作付面積の50パーセントを占めていた。しかし、この2品種は倒伏という栽培的特性があり、いもち病にも弱いという致命的な問題点もあった。実際、新潟県の山間部や山麓部はいもち病の常発地であり、1976年には平坦部でもいもち病が大発生した。新潟県産の越路早生は前述の栽培的な欠陥のほかにも品質の地域変動、年次変動もあって流通側からは不評であり、他に新潟県で栽培されている早生品種‐トドロキワセ、初まさり、ホウネンワセといった品種も何らかの難点を抱えていた。
倒伏といもち病に抵抗性を持ち、収量、品質、食味において高水準を持つ新品種の開発が望まれていた。
1971年、新潟県農業試験場において、「ふ系91号」を母に、「長60」を父に人工交配を行い、系統育種法によって雑種第2代および第3代を南魚沼郡塩沢町のいもち病常発地で選抜を行い、第4代以降は農業試験場で選抜を繰り返した。1976年には雑種第5代を「長491」として。翌1977年には雑種第6代を「新潟16号」として系統名を付与された。1979年に「新潟早生」と命名され、同年新潟県の推奨品種に編入された。